# Cortile di Palazzo Ducale di Urbino

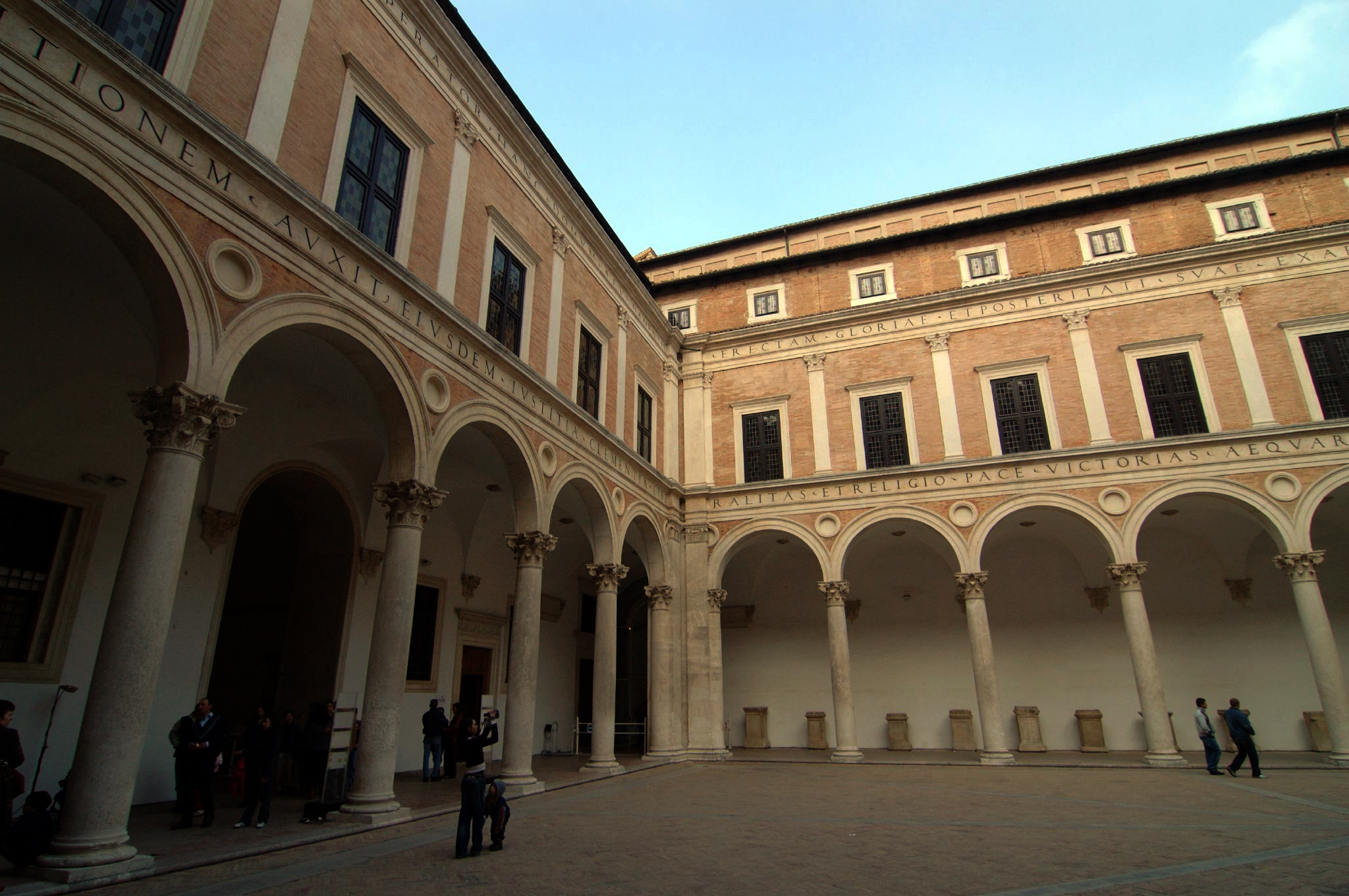
Cortile di palazzo Ducale di Urbino

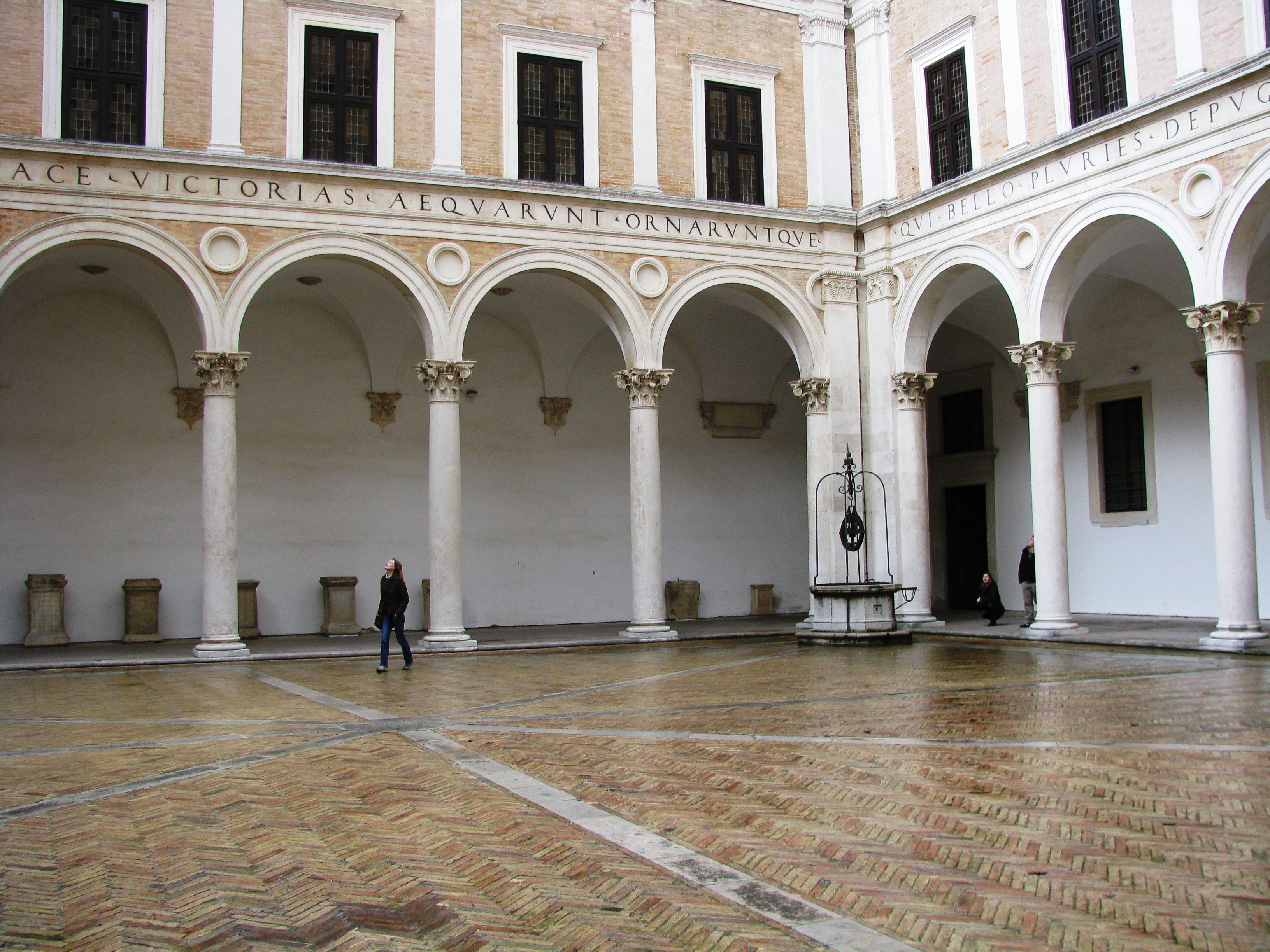
Cortile di palazzo Ducale di Urbino

Il Cortile di Palazzo Ducale di Urbino o Cortile d'onore è il fulcro del palazzo rinascimentale di Federico da Montefeltro, realizzato da Luciano Laurana tra il 1466 e il 1472. Per la sobria decorazione ispirata all'antico, l'alternanza ritmica tra pieni e vuoti e i numerosi accorgimenti architettonici, il cortile è una delle realizzazioni emblematiche della cultura prospettica del Rinascimento urbinate.

## Storia
Il cortile fa parte della terza fase costruttiva del palazzo, dopo una prima prerinascimentale e una seconda, dal 1445, in cui venne costruito un edificio di raccordo (il palazzetto della Jole) tra il preesistente palazzo residenza dei duchi nel medioevo e il castellare lungo il dirupo della collina meridionale.
La terza fase ebbe inizio con l'arrivo di Luciano Laurana (1466 circa) e diede l'avvio alla ricostruzione e ampliamento del palazzo in chiave monumentale, per farne anche una sede amministrativa e un prestigioso luogo dove ospitare e chiamare in convegno illustri visitatori. Il perno del nuovo assetto fu proprio il cortile, che raccordava gli edifici preesistenti e creava un ambiente dalle piene forme rinascimentali, improntate a quella cultura prospettiva che ebbe il suo fulcro proprio a Urbino.

## Architettura
Il cortile è rettangolare, il lato corto ha cinque campate, quello lungo ne ha sei, e presenta una pavimentazione in cotto nel quale sono inserite lastre in pietra chiara che evidenziano gli intercolumni, le linee mediane e le diagonali dello spazio.
Il piano terra presenta un porticato, composto da colonne con capitelli compositi, le cui forme sono una precisa citazione antica, tratta dall'arte flavia. Esse reggono le volte a crociera del passaggio, le cui chiavi sono state decorate da tondi con rilievi araldici. Agli angoli si trovano dei pilastri decorati da paraste che corrono fino al marcapiano e che hanno una funzione di isolare i singoli lati variando il ritmo architettonico. I pilastri sono quindi affiancati da semicolonne dalle quali si dipartono gli archi a tutto sesto del porticato.
Tra gli archi a tutto sesto, profilati in marmo, si collocano i pennacchi in laterizio, decorati da oculi marmorei.
Il piano nobile riprende una partizione analoga, con lesene marmoree in corrispondenza delle colonne, che inquadrano finestre architravate con cornice pure marmorea, in contrasto col tono rosato del laterizio della parete. Questi due piani sono conclusi da una cornice con modanature aggettanti, dove corre un fregio unico con iscrizione in lettere capitali romane, che raccorda i lati.
L'iscrizione recita:
(Iscrizione del Cortile d'onore)

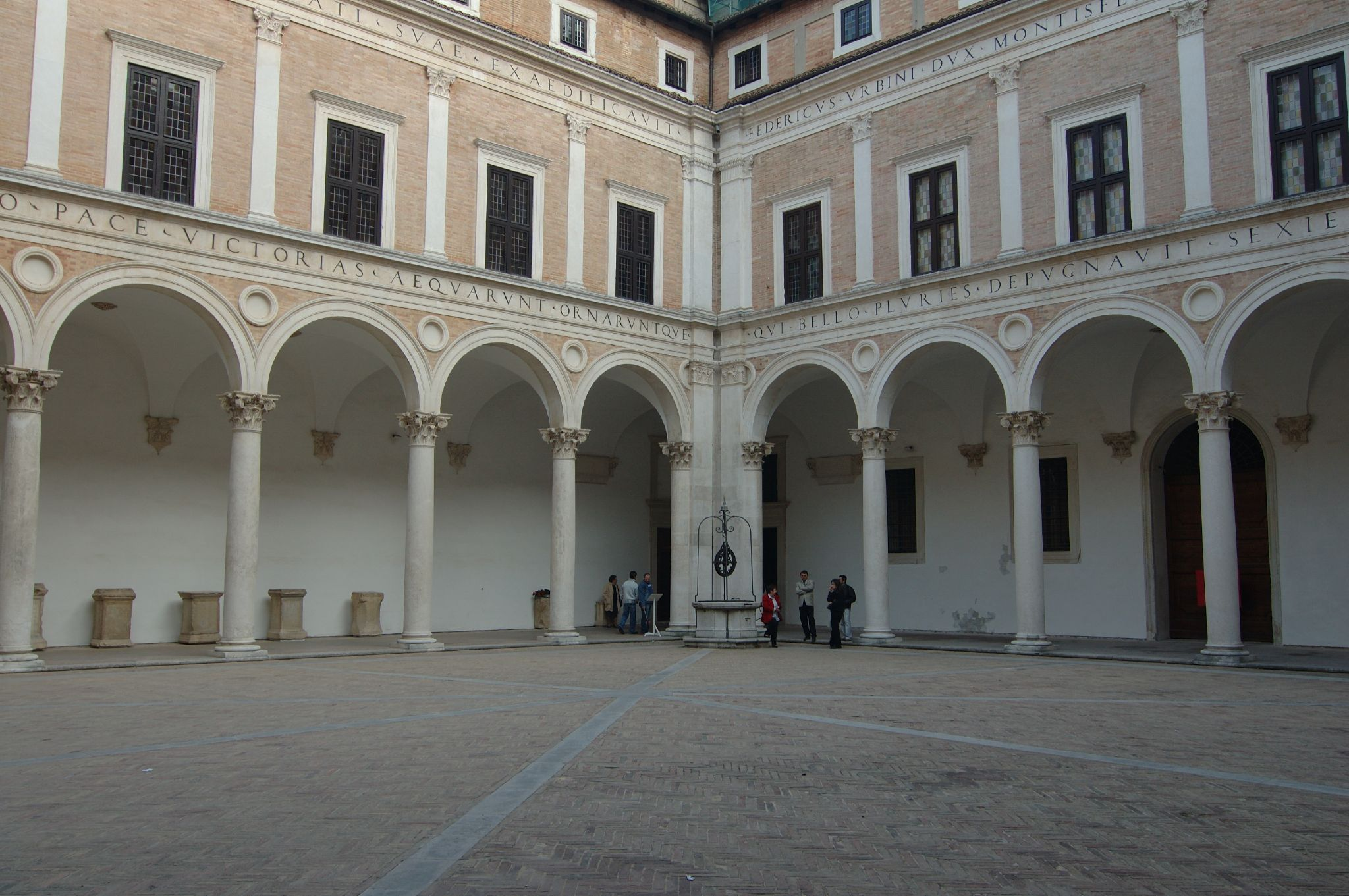
Cortile di Palazzo Ducale di Urbino

Il piano superiore, forse di Francesco di Giorgio o di Girolamo Genga (XVI secolo), è di dimensioni minori ed ha una decorazione più semplice, che riprende però le spartizioni della parte inferiore. Vi si affacciano finestrelle quadrate con cornici marmoree. Il terzo piano arretrato, sconosciuto nella concezione classica rinascimentale, è un'aggiunta ottocentesca, con finestra quadrate chiuse tra fasce in rilievo; qui si trova anche un orologio al centro del lato sud.
Nell'angolo sud orientale si trova un pozzo seicentesco.